# Rudy Verhoeff
Rudy Verhoeff (ur. 24 czerwca 1989 w Calgary) – kanadyjski siatkarz, grający na pozycji środkowego, reprezentant Kanady. 
Jego żoną jest siatkarka Kyla Richey.

## Sukcesy reprezentacyjne
Mistrzostwa Ameryki Północnej:
- 2015
- 2013[3]

Igrzyska Panamerykańskie:
- 2015

## Nagrody indywidualne
- 2013 - Najlepszy blokujący Mistrzostw Ameryki Północnej[4]